# La Opinión (Colombia)
La Opinión es un periódico colombiano de pago, redactado en español y de tirada regional, cuya sede principal se encuentra en la ciudad de Cúcuta. Se edita desde hace más de 50 años. Cuenta con secciones de Política, Economía, y Deportes. Asimismo cuenta con una sección de Sociales. El periódico cuenta con  recepción de noticias y fotos de las agencias  internacionales AP y AFP, y es miembro fundador de Colprensa ( red nacional de corresponsales).
Se comercializa en Cúcuta, Ocaña, Pamplona y el resto del departamento de Norte de Santander, así como en Bogotá, Medellín, Bucaramanga, Sur del Cesar y Arauca. El diario también es  distribuido internacionalmente  en el estado Táchira de Venezuela. La Opinión S. A., publica también el periódico popular Q’hubo (en su edición para Cúcuta) y el periódico digital Laopinion.com.co que inició en 1999.
Dos importantes hechos del periódico se dieron el 12 de marzo de 1993 cuando asesinaron a uno de sus fundadores, en ese momento director general, Eustorgio Colmenares Baptista a manos del ELN, el segundo fue el incendio,al parecer fortuito, que sufrió la sede en la madrugada del sábado del año 2005.

## Historia

### Inicios: 1960-1998
El periódico comenzó labores, como diario, el 15 de junio de 1960, después de haber circulado no muy cumplidamente como semanario durante 1958 y 1959, época en la que funcionaba en oficinas arrendadas en la calle 8 con avenida 3 y se imprimió inicialmente en los talleres del padre Daniel Jordán. Fue fundado por Virgilio Barco Vargas, Eustorgio Colmenares Baptista, Eduardo Silva, Alirio Sánchez y León Colmenares.
Al inicio la impresión se realizó en talleres propios con una linotipo 31, una impresora tipográfica de medio pliego que había que alimentar manualmente hoja por hoja. Durante su etapa inicial, el periódico fue de 8 páginas y a medida que el volumen de información fue aumentando pasó a 12 al final de la primera década, permaneciendo de este tamaño hasta bien entrados los años 70. A mediados de 1965 se compró una impresora de pliego y en 1969 una prensa Duplex, un poco más avanzada en cuanto a su tecnología y que no necesitaba la alimentación manual, pero se continuaba imprimiendo en resmas de papel. En 1977, el periódico adquirió una rotativa Goss con una capacidad para 24 páginas con unidades de color y velocidad de 12 000 copias por hora, con alimentación de papel en bobinas, entregando el ejemplar plegado. En 1984, La Opinión pasó al sistema Offset al adquirir una rotativa Harris V15-A  de cuatro unidades, incrementadas a cinco en 1991.
También, fue el primero en recibir fotografías directas de las agencias por el sistema de radiofoto para luego pasar rápidamente con la evolución de la tecnología a recibir las fotografías y las noticias por satélite a comienzos de los años 1990. En esa misma época se inició la sistematización de la preprensa, posteriormente la redacción y entró definitivamente la empresa en la era moderna de los periódicos. Hasta diciembre de 1992, La Opinión no circulaba los domingos. A partir de esa fecha, se dio comienzo a la publicación de la edición dominical con un espacio dedicado a temas culturales.
Su fundador y director hasta ese momento, Eustorgio Colmenares Baptista, fue asesinado por el ELN el 12 de marzo de 1993, hecho repudiado en todos los estamentos nacionales e internacionales y que provocó numerosas menciones, entre las cuales se destaca el premio Libertad de Prensa, otorgado por la Sociedad Interamericana de Prensa (SIP) en forma póstuma, entregado en noviembre del mismo año durante su reunión anual efectuada en Bariloche (Argentina), y otro reconocimiento entregado por el Círculo de Periodistas de Bogotá, en febrero de 1994. Desde esa fecha, la Dirección y Gerencia del periódico ha estado a cargo de José Eustorgio Colmenares Ossa, hijo del director. Por esa época se inició junto con los miembros de Periódicos Asociados la circulación de los fascículos coleccionables. Estas entregas comenzaron a finales de 1993, con la Enciclopedia La Tierra y debido a su acogida continúa hasta hoy. Como complemento a la cultura regional, en 1997 La Opinión comenzó a desarrollar obras de contenido local.

### Actualidad: 1999-
En 1999 se dio inicio a la página web del periódico, www.laopinion.com.co, la cual inicialmente había que grabar en un disquette y llevarla hasta donde se encontraba el servidor para colocarla en la red, y no tenía actualizaciones hasta que se colocaba la del otro día. Era básicamente una grabación de la primera página del periódico impreso. En el año 2000 se le añaden mejoras al sitio web como videos, audios y la posibilidad de interactuar con los lectores a través de varias secciones. En la actualidad está sistematizado en todas sus áreas; cuenta con recepción de noticias y fotos de las agencias internacionales AP y AFP en sistema  digital. En lo nacional la agencia de noticias Colprensa, de la cual es socio fundador en 1980, lo nutre de información y fotografías.
El 30 de junio de 2005, se celebró con la presencia del Presidente de la República Álvaro Uribe Vélez los 45 años del diario, y pocos días después en la madrugada del 7 de agosto se presentó un incendio en las instalaciones de la avenida cuarta, que destruyó completamente las oficinas de la dirección del periódico y parte de la sala de redacción, ocasionando daños también en la zona de atención al público. En el 2008 se construyeron nuevas instalaciones para albergar el crecimiento de la rotativa, la cual pasó de 5 unidades a 12 con el fin de facilitar la impresión con más páginas a color y además poner en marcha el periódico popular Q’hubo Cúcuta, el cual entró en circulación el 29 de marzo de 2009. Hoy, La Opinión es una empresa editorial que cuenta con unos 190 empleos directos y cerca de unos 300 indirectos como repartidores.